# Dyckerhoff

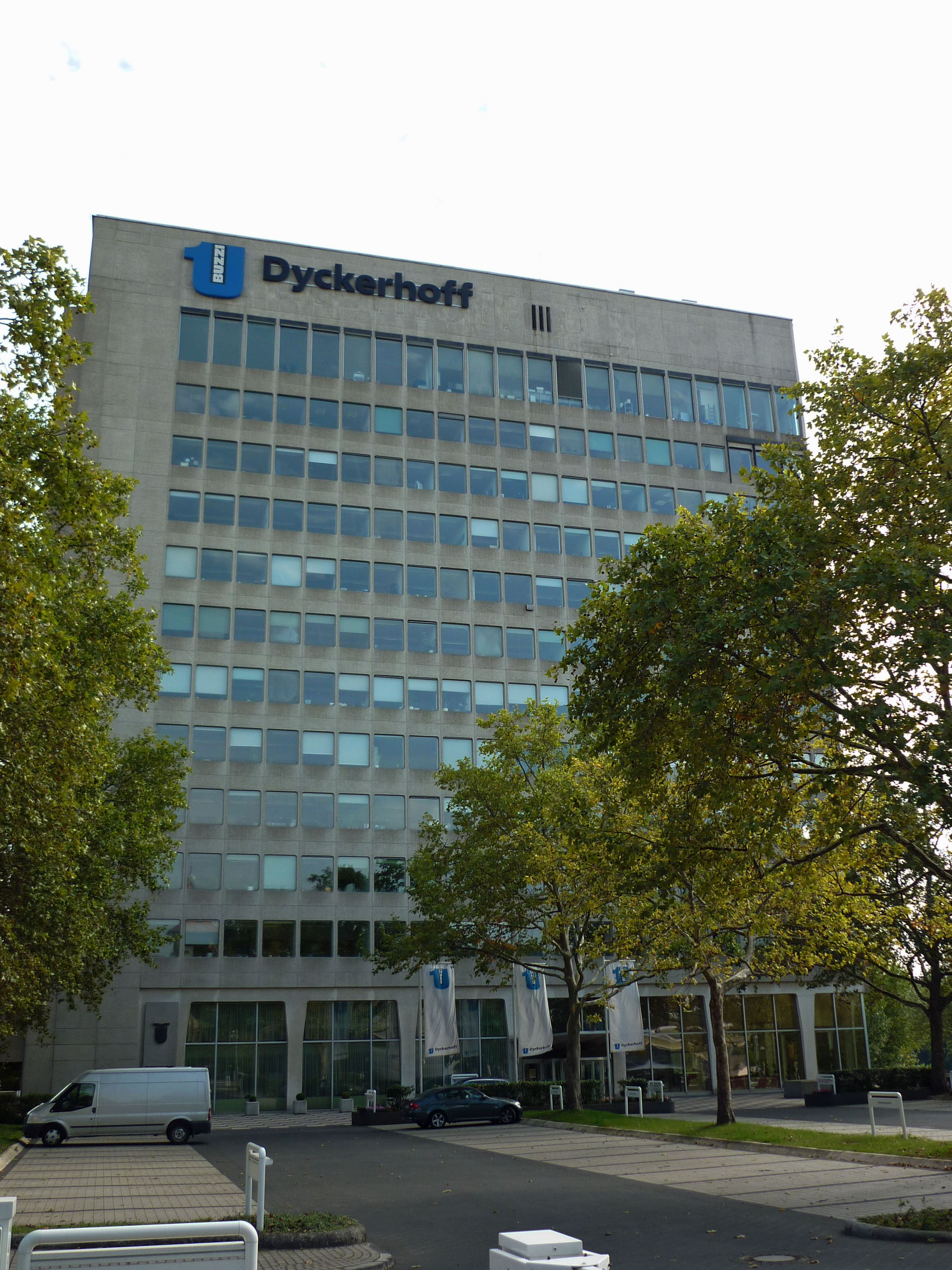
Dyckerhoff-hoofdkantoor in Mainz-Amöneburg.

Dyckerhoff GmbH is een voormalig beursgenoteerde cement- en bouwstoffenfabrikant gezeteld in Wiesbaden, Duitsland. Het is een van de grootste producenten van cement in Duitsland.
Het bedrijf werd in 1864 opgericht als de Portland-Cement-Fabrik Dyckerhoff & Söhne. 